# 阿爾巴尼亞魮
阿爾巴尼亞魮（学名：Barbus albanicus）為輻鰭魚綱鯉形目鯉科的其中一個種。

## 分布
本魚分布於歐洲希臘及阿爾巴尼亞。

## 特徵
本魚體修長，體具棘突並延伸至身體的一半，背鰭後緣直，下唇薄，側線鱗片48至55枚，背鰭軟條8枚，體長可達60公分。

## 生態
本魚棲息在平靜的水域，繁殖期在每年5月至7月，由一尾雌魚與數尾雄魚交尾，雌魚在淺灘上產卵，幼魚孵化後成群聚集在河口或海灣，屬雜食性，以藻類、昆蟲及有機碎屑為食。

## 經濟利用
可做為食用魚及遊釣魚種。

## 扩展阅读
維基物種上的相關：阿爾巴尼亞魮